# 四谷怪談 (1956年の映画)
『四谷怪談』（よつやかいだん）は、1956年（昭和31年）7月12日公開の怪談映画。監督は毛利正樹。主演は若山富三郎、相馬千恵子。新東宝作品。モノクロ。9巻、2368m、86分。
『東海道四谷怪談』をベテランの小国英雄と新人の田辺虎男が共同で脚色。

## スタッフ
- 製作：大蔵貢[1][2]
- 企画：岡本良介[1][3]
- 監督：毛利正樹[1][2][3]
- 脚本：小国英雄[1][2][3]、田辺虎男[1][2][3]
- 撮影：鈴木博[1][2][3]
- 録音：村山絢二[1][2][3]
- 照明：矢口明[2][3]
- 美術：黒沢治安[1][2][3]
- 編集：後藤敏男[1][2]
- 音楽：渡辺浦人[1][2][3]

## キャスト
- 民谷伊右衛門：若山富三郎[1][2][3]
- お梅：筑紫あけみ[1][2][3]
- お岩：相馬千恵子[1][2][3]
- 直助：田中春男[1][2][3]
- 按摩宅悦：小倉繁[1][2][3]
- 浄念和尚：横山運平[1][2][3]
- お槇：飯田蝶子[1][2][3]
- 伊藤喜兵衛：御橋公[1][2][3]
- 藤井左門：高橋松雄[1][2][3]
- おそで：小沢路子[1][2][3]
- お弓：花岡菊子[1][2][3]
- お色：美船洋子[1][2][3]

他に泉田洋志、信夫英一、国創典が出演。